# Cronicó Rivipullense I
El Cronicó Rivipullense I és el primer de la sèrie de Cronicons Rivipullensis redactats en llatí i que tingueren origen en el Monestir de Ripoll. Aquest es formà basant-se en uns annals del Monestir de Cuixà en els temps de l'abat Garí. El cronicó continua amb els fets del Monestir de Ripoll i descriu els fets del període comprès entre el 985 i el 1191.